# Vlag van Juprelle
De vlag van Juprelle is op onbekende datum bij raadsbesluit vastgesteld als de vlag van de Luikse gemeente Juprelle. De vlag kan als volgt worden beschreven:
Blauw met drie rode vlammen omzoomd met wit, afkomstig van de broeking en tot 5/6 van de vlaglengte.
De vlag komt overeen met het vlagontwerp van de Raad van Heraldiek en Vexillologie (Frans: Conseil d’héraldique et de vexillologie). De vlammen en de kleuren zijn afkomstig van het gemeentewapen. Blauw symboliseert vrede, terwijl de vlammen herinneren aan de verbranding van 500 dorpelingen in de kerk van Lantin door de Bourgondiërs in 1468.